# 서울 정각사 석가불도
서울 정각사 석가불도(서울 正覺寺 釋迦佛圖)는 대한민국 서울특별시 성북구 삼선동 정각사에 봉안되어 있는 석가모니불화로서 1897년에 조성되었다.
2007년 5월 10일 서울특별시의 문화재자료 제35호 '정각사 석가모니 불화(正覺寺 釋迦牟尼 佛畵)'로 지정되었다. 2009년 6월 4일 문화재 명칭이 '정각사 석가불도(正覺寺 釋迦佛圖)로 변경되었다.

## 개요
이 불화는 성북구 정각사에 봉안되어 있는 석가모니불화로서 1897년에 조성되었다. 원래는 남장사 관음선원의 혜봉스님이 원불로 모시던 것을 1947년 현 정각사 주지이신 광우스님에게 기증한 것이라고 한다. 화폭은 세로 117cm, 가로 91cm로 작은 편인데, 일부 채색이 박락되긴 하였지만 전체적으로 보존상태는 양호한 편이다.
화면의 중앙에는 본존인 석가모니불이 화면의 반 이상을 차지할 만큼 큼직하게 묘사되어 있고, 좌우로 협시보살과 제자 등 총 9존만이 배치된 간단한 구성을 취하고 있다. 본존은 원형의 두광과 거대한 신광을 배경으로 하여 안정된 자세로 연화대좌 위에 결가부좌하였다. 얼굴은 이마부분이 넓고 턱 부분이 약간 좁아 갸름한 느낌을 주며, 둥근 눈썹과 가늘게 뜬 눈, 작은 입 등이 가는 선으로 표현되어 있다. 머리는 나발로 육계가 뾰족하며 꼭대기에는 원형의 정상계주, 중간에는 낮고 넓적한 중간계주가 표현되어 있다. 신체는 건장하고 결가부좌한 무릎이 넓어 안정감을 준다. 착의법은 대의자락이 왼쪽 어깨와 팔을 덮고 다시 오른쪽 어깨에 살짝 걸쳐져 있는 변형된 우견편단을 입고 있는데, 넓게 트인 가슴에는 군의와 군의를 묶은 붉은색의 띠 매듭이 대좌 아래까지 길게 늘어져 있다. 대의는 붉은 색으로 전면에 걸쳐 작은 원형화문, 가장자리에 화려한 식물문양이 시문되어 있고, 길상좌를 결한 오른 발 발목부근에는 치견이 날카롭게 마무리되었다. 수인은 오른손을 들어 올려 손가락을 마주하고 있으며 왼손은 결가부좌한 무릎 중간에 대어 손가락을 마주잡고 있는데, 어깨높이까지 들어 올린 오른손이 왼손에 비하여 큼직하게 묘사되어 있어 다소 불균형한 느낌을 준다.
화면에 꽉 차게끔 큼직하게 그린 본존과 달리 권속들은 본존의 좌우로 각 4구씩 배치되어 있다. 본존의 좌우에는 왼쪽에 문수보살과 오른쪽에 보현보살이 협시하고 있는데, 두 보살은 모두 날개 모양의 신광과 원형 두광을 두른 채 두 손을 가슴 부근으로 들고 본존을 향해 서있다. 양감이 풍부한 얼굴에 가늘고 긴 눈과 작은 입술 등이 본존의 모습과 흡사하며, 양쪽 귀 뒤로 흘러내린 검은 보발이 허리부근까지 길게 늘어져 있다. 문수보살과 보현보살의 위로는 백의에 백련을 든 관음보살과 청련을 든 대세지보살이 상반신만을 드러낸 채 본존을 향하고 있으며, 그 위로 왼쪽에 지장보살과 가섭존자, 오른쪽에 보살과 아난존자가 각각 본존을 향해 시립하고 있다. 권속들 위로는 채운이 가득 묘사되어 적은 수의 인물만을 표현하였으면서도 화면 전체가 꽉 찬 느낌을 준다.
채색은 적색이 주조를 이루고 녹색과 청색, 흰색, 황색 등을 함께 사용하였으며, 필선은 철선묘의 곧고 강한 묘선이 사용되었다.
화기에 의하면 이 불화는 용악 결택(湧岳潔澤), 뇌응 창휴(瀨應昶烋)가 증명이 되어 금어(金魚)인 영운 봉수(影雲奉秀)와 동호 진철(東昊震徹), 소현(所賢), 편수인 봉화(奉華), 상조(尙照), 긍엽(肯曄), 전수(典守), 취오(取旿), 각찬(覺讚), 우성(祐成)이 함께 조성하였다.
<화기>

建陽二年三月日奉安于祖室 證明 湧岳潔澤 瀨應昶烋 祖室 然庵亘修 誦呪 普化亘曄 東明應寅 持殿 尙雲上一 金魚 影雲奉秀 東昊震徹 所賢

片手 奉華 尙照 肯曄 典守 取旿 覺讚 祐成 供司 瑚璉 圓璣 鐘頭 名殷

奉茶 秀赫 侍者 富待 淨桷 尹璣璉 火臺 尹幸木着 別供 就善 圓照 正信

別座 琪璉 化主 萬典

이 불화는 일부 채색이 박락되긴 하였으나 전체적으로 보존상태가 양호하고 조성연대(1897년)가 확실하며, 조선말기 서울 지역의 대표적 화승인 영운 봉수(影雲奉秀)와 동호 진철(東昊震徹)이 중심이 되어 조성한 불화이므로 지정 가치가 있어 서울시 문화재자료로 지정한다.

## 참고 자료
- 서울 정각사 석가불도 - 국가유산청 국가유산포털